# Best of Volume I
Best of Volume I es el primer álbum recopilatorio de la banda estadounidense de hard rock Van Halen. Fue lanzado en 1996.

## Antecedentes
Sammy Hagar abandonó de forma poco amistosa su labor como cantante de Van Halen en 1996. Seguidamente, la banda grabó dos nuevas canciones con el vocalista original David Lee Roth. Los títulos de estos temas fueron Me Wise Magic y Can't Get This Stuff No More. Este nuevo material, añadido a la canción Humans Being, que fue el último single de Van Halen antes de la salida de Hagar, se incluyó en el recopilatorio Best Of Volume I.
El título de la compilación alude a una hipotética serie de dos conjuntos de álbumes de grandes éxitos. Sin embargo, por causas no del todo conocidas, el lanzamiento se limitó a un único volumen. El siguiente recopilatorio de Van Halen, The Best of Both Worlds, que data de 2004, no supone una continuación directa a nivel conceptual de Best Of Volume I. 

## Listado de canciones
Nótese entre paréntesis el disco de estudio al que originalmente pertenece cada canción.
1. Eruption (Van Halen)
2. Ain't Talking 'bout Love (Van Halen)
3. Running With The Devil (Van Halen)
4. Dance The Night Away (Van Halen II)
5. And The Cradle... Will Rock (Women and Children First)
6. Unchained (Fair Warning)
7. Jump (1984)
8. Panama (1984)
9. Why Can't Be This Love (5150)
10. Dreams (5150)
11. When It's Love (OU812)
12. Poundcake (For Unlawful Carnal Knowledge)
13. Right Now (For Unlawful Carnal Knowledge)
14. Can't Stop Loving You (Balance)
15. Humans Being (banda sonora de Twister)
16. Can't Get This Stuff No More (Inédita, nueva composición de 1996)
17. Me Wise Magic (Inédita, nueva composición de 1996)

## Formación
- Eddie Van Halen - guitarras eléctrica y acústica, teclado, coros, productor.
- Michael Anthony - bajo y coros, productor.
- Alex Van Halen - batería y percusión, productor.
- David Lee Roth- voz (1-8, 16-17), productor.
- Sammy Hagar - voz, guitarra rítmica (9-15), productor.

### Detalles técnicos
- Ted Templeman – productor
- Don Landee – técnico, productor
- Mick Jones – productor
- Andy Johns – productor
- Bruce Fairbairn – productor
- Erwin Musper – técnico
- Glen Ballard – productor